# Béla (Varasd megye)
Béla (horvátul: Bela) falu Horvátországban Varasd megyében. Közigazgatásilag Novi Marofhoz tartozik.

## Fekvése
Varasdtól 17 km-re délnyugatra, községközpontjától 5 km-re északra az Ivaneci-hegység északi részén fekszik.

## Története
Egykori várát 1313-ban említik először, mint a johanniták vránai perjelségének birtokát. A várat stratégiailag fontos helyen, a Zagorjét már a középkorban is átszelő út mellett  építették. A vár a Bednja völgyéből a hegyeken át Varasd felé vezető utat ellenőrizte. Építése a 12. század végére, vagy a 13. század elejére tehető. Kezdetben a johanniták itteni uradalmának a központja volt, egy ideig itt volt a rend magyar- és horvátországi perjeljének székhelye is. A rend kisebb megszakításokkal egészen 1434-ig birtokolta. Károly Róbertnek az oligarchák ellen vívott háborúja idején a Kőszegiek foglalták el, 1320-ban Ludbergi Miklós szerezte vissza tőlük. 1387-ben Zsigmond hívei foglalták el. 1440-ben VI. Albert osztrák herceg vezére, Hollenegg András foglalta el Tallóci János perjeltől. 1445 és 1456 között a Cilleieké volt, majd 1457-től 1468-ig Vitovec János horvát báné. Ekkor királyi birtok lett, majd Hunyadi Mátyás halála után fiáé Corvin Jánosé, aki 1500 körül a gersei Pethő családnak adta. A vár időközben 1481-ben egy tűzvészben leégett. Ezután felújították és lakott volt egészen 1653-ig, ami után már csak romként tettek róla említést. A vár egészen 1730-ig volt a gersei Pethő család család birtoka. Ma Pusta Bela néven rom a falu feletti hegyen. 
Az egyre romló állapotú vár helyett a várhegy alatti egyenes fennsíkon építette fel 1605-ben a Pethő család Béla reneszánsz kastélyát. Ezután a kastély lett a bélai uradalom központja, egyben a család lakóhelye. 1648 előtt felépült a falu újabb kastélya is, mert ekkor már két kastélyt említenek a településen. 1682-ben gersei Pethő Jánossal fiágon kihalt a gersei Pethő család. Ekkor még néhány évig özvegye Falussy Borbála volt a birtokosa, majd halála után a birtok a királyi kamarához került. A kamara a bélai birtokot először a Pálffy családnak ajándékozta, majd már 1740-ben Ivaneccel , Cerjével és Györketinccel együtt gróf Erdődy László kapta meg. Az Erdődyek 1817-ig maradtak az uradalom birtokosai. 1858-ban Ozsegovics Metel báró, az illír mozgalom egyik vezetője vásárolta meg és a második világháború utánig a család tulajdona maradt. Ekkor államosították, de a család még 1952-ig bent lakhatott. Ezután a közigazgatási hivatal működött benne. Ma a falu mindkét kastélya elhagyatott.
A falunak 1857-ben 42, 1910-ben 67 lakosa volt. A trianoni békeszerződésig Varasd vármegye Varasdi járásához tartozott. 2001-ben 19 háza és 69 lakosa volt.

## Nevezetességei
- Béla várának romjai a Bélát a hegység déli oldalán található Podrute településsel összekötő út mentén találhatók. Külső védőfalai szinte az eredeti magasságukig maradtak fenn kivéve a déli oldalt, melynek középső része leomlott. Belső építményeinek a kör alapú lakótorony maradványainak kivételével nyoma sem maradt.
- A Bélából átvezető út déli részén, Podrute település fölött egy ma Gradišćének nevezett helyen egy valószínűleg őskori eredetű sáncvár maradványai látszanak, melyet időnként mentsvárként is használtak a környékbeli lakosok.
- Béla régi kastélyát[2] a gersei Pethő család építtette 1605-ben. Téglalap alakú, egyemeletes építmény, védőfalainak sarkain négy kisebb hengeres toronnyal, valamint a védőfal nyugati oldalának közepén egy háromemeletes, négyzetes kaputoronnyal. A védőfalak és a hengeres tornyok részben leomlottak, a vár központi része azonban meglehetősen jó állapotban maradt fenn.
- Béla újabb, barokk kastélyát[3] 1748 körül építették. Kétemeletes épület, sarkain két, zömök hengeres toronnyal.
- A Gersei-Pethő-várkastély közelében, a Varasd-Podrute út kereszteződésénél található falu Nagyboldogasszony kápolnája, mely amint azt a belsejében található sírkövek is bizonyítják az Ozsegovics család sírkápolnaként szolgált. A kápolna egy szerény méretű kis épület, sokszögű szentéllyel és oldalkápolnával. Nagyon egyszerű külseje és belseje van, amelyből kiemelkedik a késő barokk Mária mennybemenetele oltár. A kápolnában van eltemetve Ozsegovics Metel báró.[4]